# Nina Pajanti-Raudus
Nina Mia Susanna Pajanti-Raudus (Forssa, 16 agosto 1966) è un'ex cestista finlandese.

## Carriera
Con la Finlandia ha disputato i Campionati europei del 1987.